# Amerikaanse PGA Tour 1972
De Amerikaanse PGA Tour 1972 was het 57ste seizoen van de Amerikaanse PGA Tour. Het seizoen begon met het Los Angeles Open en eindigde met Walt Disney World Open Invitational. Er stonden 47 toernooien op de agenda.

## Kalender
| Data  | Data  | Toernooi                                  | Baan                           | Land             | Winnaar                   | Score | Score  | 1ste prijs ($) |
| ----- | ----- | ----------------------------------------- | ------------------------------ | ---------------- | ------------------------- | ----- | ------ | -------------- |
| 06-01 | 09-01 | Glen Campbell Los Angeles Open            | Rancho Park Golf Course        | Verenigde Staten | George Archer             | 270   | –14    | 25.000         |
| 12-01 | 16-01 | Bing Crosby National Pro-Am               | Pebble Beach Golf Links        | Verenigde Staten | Jack Nicklaus             | 284   | –4     | 28.000         |
| 20-01 | 23-01 | Tucson Open Invitational                  | Tucson National Golf Club      | Verenigde Staten | Miller Barber             | 273   | –15    | 30.000         |
| 27-01 | 30-01 | Andy Williams-San Diego Open Invitational | Torrey Pines Golf Course       | Verenigde Staten | Paul Harney               | 275   | –13    | 30.000         |
| 03-02 | 06-02 | Hawaiian Open                             | Waialae Country Club           | Verenigde Staten | Grier Jones               | 274   | –14    | 40.000         |
| 10-02 | 13-02 | Bob Hope Desert Classic                   | Eldorado Country Club          | Verenigde Staten | Bob Rosburg               | 244   | –16    | 29.000         |
| 17-02 | 20-02 | Phoenix Open                              | Phoenix Country Club           | Verenigde Staten | Homero Blancas            | 273   | –11    | 25.000         |
| 24-02 | 27-02 | Jackie Gleason's Inverrary Classic        | Inverrary Country Club         | Verenigde Staten | Tom Weiskopf              | 278   | –10    | 52.000         |
| 02-03 | 05-03 | Doral-Eastern Open                        | Doral Country Club             | Verenigde Staten | Jack Nicklaus             | 276   | –12    | 30.000         |
| 09-03 | 12-03 | Florida Citrus Open                       | Rio Pinar Country Club         | Verenigde Staten | Jerry Heard               | 276   | –12    | 30.000         |
| 16-03 | 19-03 | Greater Jacksonville Open                 | Hidden Hills Country Club      | Verenigde Staten | Tony Jacklin              | 283   | –5     | 25.000         |
| 23-03 | 26-03 | Greater New Orleans Open Invitational     | Lakewood Golf Club             | Verenigde Staten | Gary Player               | 279   | –9     | 58.000         |
| 30-03 | 02-04 | Greater Greensboro Open                   | Sedgefield Country Club        | Verenigde Staten | George Archer             | 272   | –12    | 40.000         |
| 06-04 | 09-04 | Masters Tournament                        | Augusta National Golf Club     | Verenigde Staten | Jack Nicklaus             | 286   | –2     | 25.000         |
| 13-04 | 16-04 | Monsanto Open                             | Pensacola Country Club         | Verenigde Staten | Dave Hill                 | 271   | –13    | 30.000         |
| 20-04 | 23-04 | Tallahassee Open                          | Killearn Country Club          | Verenigde Staten | Bob Shaw                  | 273   | –15    | 15.000         |
| 20-04 | 23-04 | Tournament of Champions                   | La Costa Country Club          | Verenigde Staten | Bobby Mitchell            | 280   | –8     | 33.000         |
| 28-04 | 01-05 | Byron Nelson Golf Classic                 | Preston Trail Golf Club        | Verenigde Staten | Chi Chi Rodriguez         | 273   | –7     | 25.000         |
| 04-05 | 07-05 | Houston Champions International           | Westwood Golf Club             | Verenigde Staten | Bruce Devlin              | 278   | –10    | 25.000         |
| 11-05 | 14-05 | Colonial National Invitation              | Colonial Country Club          | Verenigde Staten | Jerry Heard               | 275   | –5     | 25.100         |
| 18-05 | 21-05 | Danny Thomas Memphis Classic              | Colonial Country Club          | Verenigde Staten | Lee Trevino               | 281   | +1     | 35.000         |
| 25-05 | 28-05 | Atlanta Classic                           | Atlanta Country Club           | Verenigde Staten | Bob Lunn                  | 275   | –13    | 26.000         |
| 01-06 | 04-06 | Kemper Open                               | Quail Hollow Country Club      | Verenigde Staten | Doug Sanders              | 275   | –13    | 35.000         |
| 08-06 | 11-06 | IVB-Philadelphia Golf Classic             | Whitemarsh Valley Country Club | Verenigde Staten | J. C. Snead               | 282   | –6     | 30.000         |
| 15-06 | 18-06 | US Open                                   | Pebble Beach Golf Links        | Verenigde Staten | Jack Nicklaus             | 290   | +2     | 30.000         |
| 25-06 | 28-06 | Western Open                              | Sunset Ridge Country Club      | Verenigde Staten | Jim Jamieson              | 271   | –13    | 30.000         |
| 30-06 | 03-07 | Cleveland Open                            | Tanglewood Golf Club           | Verenigde Staten | David Graham              | 278   | –6     | 30.000         |
| 06-07 | 09-07 | Canadian Open                             | Cherry Hill Club               | Canada           | Gay Brewer                | 275   | –9     | 30.000         |
| 12-07 | 15-07 | British Open                              | Muirfield Golf Club            | Schotland        | Lee Trevino               | 278   | –6     | 13.750         |
| 13-07 | 16-07 | Greater Milwaukee Open                    | Northshore Country Club        | Verenigde Staten | Jim Colbert               | 271   | –13    | 25.000         |
| 20-07 | 23-07 | American Golf Classic                     | Firestone Country Club         | Verenigde Staten | Bert Yancey               | 276   | –4     | 30.000         |
| 27-07 | 30-07 | National Team Championship                | Laurel Valley Golf Club        | Verenigde Staten | Babe Hiskey Kermit Zarley | 262   | –22    | 20.000         |
| 03-08 | 06-08 | PGA Championship                          | Oakland Hills Country Club     | Verenigde Staten | Gary Player               | 281   | +1     | 45.000         |
| 10-08 | 13-08 | Westchester Classic                       | Westchester Country Club       | Verenigde Staten | Jack Nicklaus             | 270   | –18    | 50.000         |
| 17-08 | 20-08 | USI Classic                               | Pleasant Valley Country Club   | Verenigde Staten | Bruce Devlin              | 275   | –13    | 40.000         |
| 24-08 | 27-08 | US Professional Match Play Championship   | Country Club of North Carolina | Verenigde Staten | Jack Nicklaus             | 2 & 1 | 40.000 |                |
| 24-08 | 27-08 | Liggett & Myers Open                      | Country Club of North Carolina | Verenigde Staten | Lou Graham                | 285   | –3     | 20.000         |
| 01-09 | 04-09 | Greater Hartford Open Invitational        | Wethersfield Country Club      | Verenigde Staten | Lee Trevino               | 269   | –15    | 25.000         |
| 07-09 | 10-09 | Southern Open                             | Green Island Country Club      | Verenigde Staten | DeWitt Weaver             | 276   | –4     | 20.000         |
| 14-09 | 17-09 | Greater St. Louis Golf Classic            | Norwood Hills Country Club     | Verenigde Staten | Lee Trevino               | 269   | –11    | 30.000         |
| 21-09 | 24-09 | Robinson's Fall Golf Classic              | Crawford County Country Club   | Verenigde Staten | Grier Jones               | 273   | –11    | 20.000         |
| 28-09 | 01-10 | Quad Cities Open                          | Crow Valley Golf Club          | Verenigde Staten | Deane Beman               | 279   | –5     | 20.000         |
| 19-10 | 22-10 | Kaiser International Open Invitational    | Silverado Country Club         | Verenigde Staten | George Knudson            | 271   | –17    | 30.000         |
| 26-10 | 29-10 | Sahara Invitational                       | Paradise Valley Country Club   | Verenigde Staten | Lanny Wadkins             | 273   | –15    | 27.000         |
| 02-11 | 05-11 | San Antonio Texas Open                    | Woodlake Golf Club             | Verenigde Staten | Mike Hill                 | 273   | –15    | 25.000         |
| 23-11 | 26-11 | Sea Pines Heritage Classic                | Harbour Town Golf Links        | Verenigde Staten | Johnny Miller             | 281   | –4     | 25.000         |
| 30-11 | 03-12 | Walt Disney World Open Invitational       | Walt Disney World Resort Golf  | Verenigde Staten | Jack Nicklaus             | 267   | –21    | 30.000         |

| Majors |